# Jaume Puig i Torrents
Jaume Puig i Torrents (1826 - 1890), orguener i mestre de capella de La Geltrú. Durant l'any 1586, va restaurar l'orgue de la basílica de Santa Maria d'Igualada. La reparació va durar sis dies, durant els quals l'orguener, juntament amb el seu ajudant, s'hostatjà a casa de la vídua Caterina Garreta.

## Obres
- Rosario à 3 / Pare nostre.[1]
- Trisagio à la Ynmaculada à 3 i à 4 veus[2]
- Rosario á 3 Voces / con Acomptº de Organo[3]
- Salve per a 3 v i Org[4]